# Hydrillula
Hydrillula từng là một chi bướm đêm thuộc họ Noctuidae. Hiện nó có tên đồng nghĩa là Athetis.